# Purr
Purr é uma fragrância criada pela cantora Katy Perry e pela Gigantic Parfums. Purr apresenta uma variedade de aromas, incluindo frutas cítricas. Lançada em novembro de 2010, está disponível em uma garrafa roxa em forma de gato. Purr está disponível em 1,7 e 3,4 garrafas de onça líquida. O perfume teve um bom desempenho comercial, tornando-se o perfume mais vendido nas primeiras nove semanas de seu lançamento.